# Acicula hausdorfi
Acicula hausdorfi là một loài ốc đất liền rất nhỏ có nắp, là động vật thân mềm chân bụng sống trên cạn thuộc họ Aciculidae.

## Phân bố
Nó là loài đặc hữu của Hy Lạp.